# Aéroport d'Aupaluk
L'aéroport d’Aupaluk ((code IATA : YPJ • code OACI : CYLA)) est un aéroport situé au Québec, au Canada.

## Compagnies et destinations
| Compagnies | Destinations                               |
| ---------- | ------------------------------------------ |
| Air Inuit  | Kangirsuk, Kuujjuaq (Fort Chimo), Tasiujaq |

Édité le 13/04/2025